# Meeresfriedhof

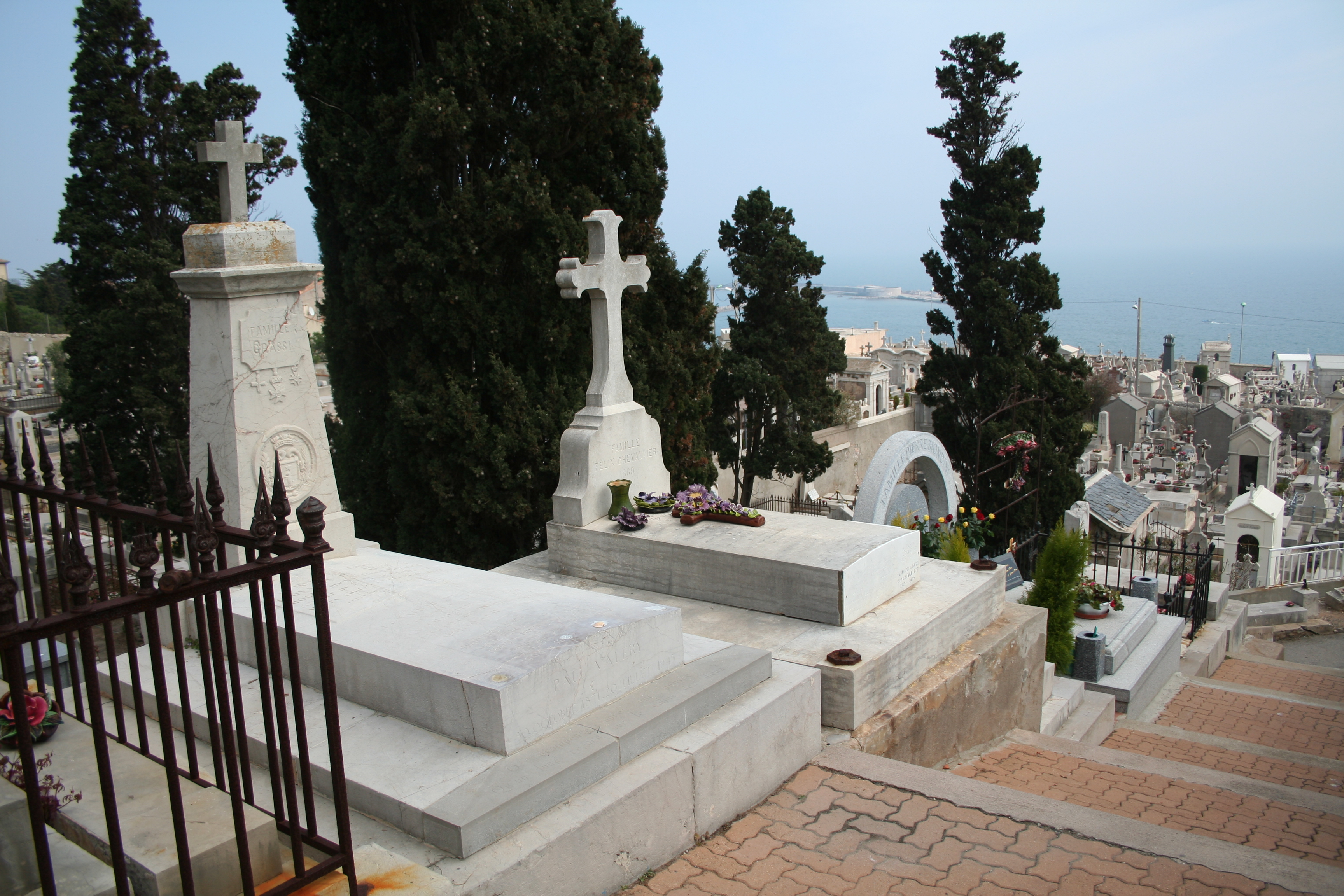
Meeresfriedhof (Sète, Frankreich)

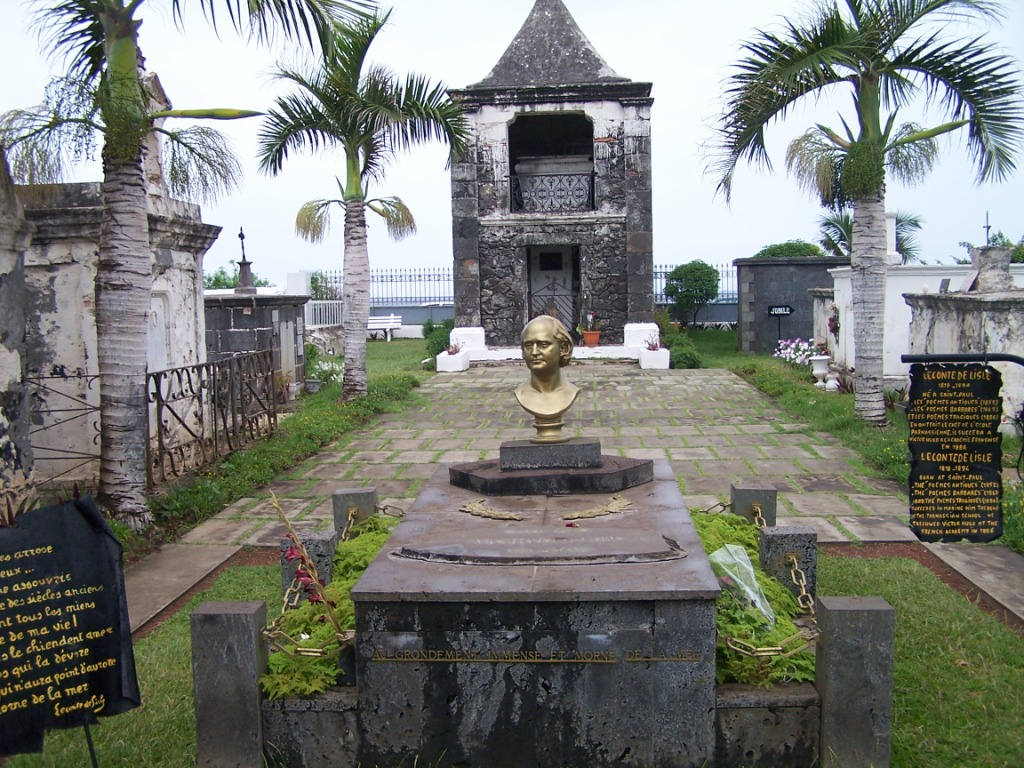
Grab von Leconte de Lisle auf dem Meeresfriedhof von Saint-Paul (Cimetière marin de Saint-Paul), La Reunion

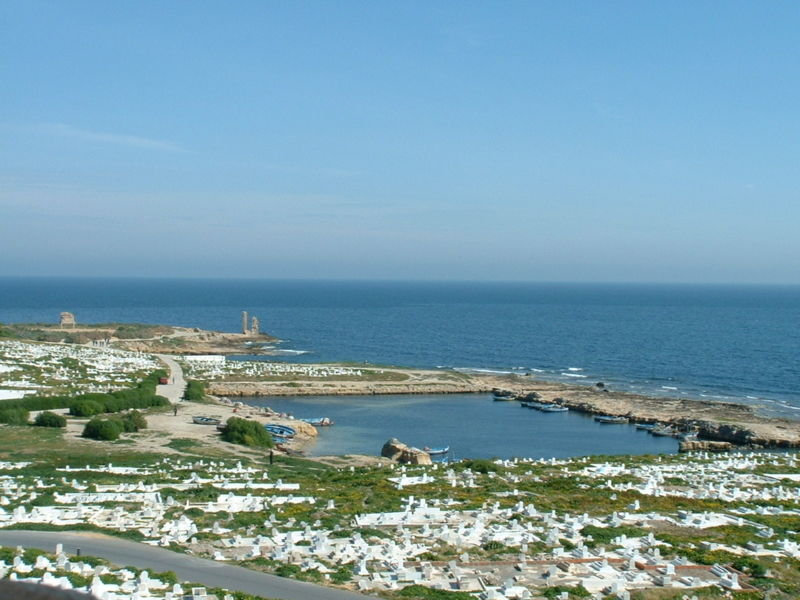
Friedhof von Mahdia

Ein Friedhof am Meer bzw. Meeresfriedhof, insbesondere aus dem Französischen als cimetière marin bekannt, ist ein Friedhof, der direkt am Meer liegt. 
Der wohl berühmteste in Frankreich ist der von Sète in Südfrankreich, unsterblich gemacht durch das Gedicht Le Cimetière marin (Der Meeresfriedhof) von Paul Valéry und durch Georges Brassens, der sang que mon cimetière soit plus marin que le sien (in: Supplique pour être enterré à la plage de Sète).
Bekannt sind auch diejenigen von Bonifacio (auf Korsika), Saint-Tropez, Varengeville-sur-Mer, und in einigen Überseegebieten (La Réunion (Saint-Paul), Mauritius, Martinique, Guadeloupe), auch einige in Tunesien (in Monastir (von Sidi el-Mezeri), Hammamet und Mahdia) und auch anderen Ländern.
Der St.-Severin-Kirchhof in Keitum auf Sylt ist ein bekannter Friedhof an der See in Deutschland.

## Übersicht
Frankreich:
- Meeresfriedhof von Bonifacio
- Meeresfriedhof von Ciboure
- Amerikanischer Friedhof von Colleville-sur-Mer
- Meeresfriedhof von Douarnenez
- Meeresfriedhof von Granville
- Meeresfriedhof von Gruissan
- Meeresfriedhof von Landévennec
- Meeresfriedhof von Lorient à Saint-Barthélemy
- Meeresfriedhof von Saint-Michel-en-Grève
- Meeresfriedhof von Saint-Tropez
- Meeresfriedhof von Sète
- Meeresfriedhof von Tréboul
- Meeresfriedhof von Varengeville-sur-Mer
- Cimetière du Vil in Roscoff

Marokko:
- Alter jüdischer Friedhof von Essaouira

Martinique:
- Meeresfriedhof von Sainte-Anne

Mauritius:
- Meeresfriedhof von Souillac

Réunion:
- Meeresfriedhof von Saint-Paul

Russland:
- Meeresfriedhof von Wladiwostok

Schottland:
- Meeresfriedhof von Saint Andrews

Tunesien:
- Meeresfriedhof von Mahdia
- Meeresfriedhof von Monastir
- Meeresfriedhof von Hammamet (mit kleinem christlichen Teil)